# Johan van Minnen
Johan (Tjitze) van Minnen (ur. 31 października 1932 r. w Noordwolde, zm. 18 kwietnia 2016 r.) – holenderski polityk, dziennikarz, należący do holenderskiej Partii Pracy, z ramienia której został wybrany na Posła do Parlamentu Europejskiego. Był zagranicznym korespondentem w Luksemburgu, następnie w Zachodnich Niemczech.
Zasiadając w Parlamencie Europejskim był:
- Członkiem Partii Europejskich Socjalistów (1979-89),
- Członkiem Komisji ds. Socjalnych i Zatrudnienia (1979-84),
- Członkiem Komisji ds. Regulaminu i Petycji (1982-84),
- Członkiem Delegacji ds. stosunków z państwami Ameryki Łacińskiej (1983-84).[1]